# 윤성한 (축구 선수)
윤성한(1998년 1월 17일 ~ )은 대한민국의 축구 선수로 현재 K3리그의 강릉시민축구단에서 미드필더로 활동하고 있다.

## 클럽 경력
2017 시즌에 우선 지명으로 청주대학교에 진학하였으며 2019 시즌을 앞두고 대전 시티즌에 콜업되어 입단하며 프로 무대에 입문하였다. 2019시즌 마지막 경기인 광주 FC와의 경기에 교체출전한 후 페널티킥을 성공시키면서 프로무대 데뷔골을 터뜨렸다.
2021시즌을 앞두고 K4리그의 충주시민축구단으로 이적했다.
2022년 당진시민축구단에서 결정적인 순간에 골을 넣는 등 팀에 큰 기여를 했다.
2023년부터 충주로 복귀하여 2년간 군복무를 마쳤다.
2025년 K3리그의 강릉시민축구단에 입단하였다.